# City of Chelmsford
City of Chelmsford – dystrykt w hrabstwie Essex w Anglii.

## Miasta
- Chelmsford
- South Woodham Ferrers

## Inne miejscowości
Baddow Park, Battlesbridge, Bicknacre, Boreham, Broomfield, Buttsbury, Chignall St James, Chignall Smealy, Danbury, Downham, East Hanningfield, Ford End, Galleywood, Good Easter, Great Baddow, Great Waltham, Highwood, Howe Green, Little Baddow, Little Waltham, Margaretting, Mashbury, Pleshey, Ramsden Heath, Rettendon, Roxwell, Sandon, South Hanningfield, Stock, West Hanningfield, Widford, Woodham Ferrers, Writtle.